# フジ・トラベル・サービス
株式会社フジ・トラベル・サービスは、愛媛県松山市に本社を置く旅行会社。株式会社フジのグループ会社。JTBと資本提携あり。

## 沿革
- 1984年
  - 10月 - 「株式会社フジ・トラベル・サービス」設立。
  - 11月 - 愛媛県知事登録国内旅行業第80号認可。
- 1985年2月 - 運輸大臣登録一般旅行用代理店業第4083号認可。
- 1986年11月 - 全日本空輸代理店認可。
- 1989年
  - 3月 - 国内自社企画商品『SWING』発売開始。
  - 5月 - 運輸大臣登録一般旅行業　第895号認可。
  - 10月 - 日本エアシステム代理店認可。
  - 11月 - 日本航空・南西航空代理店認可。
- 1990年3月 - 海外自社企画商品『MY STORY』発売開始。
- 1991年1月 - 通信販売自社企画商品『フジの旅』発売開始。
- 1992年3月 - IATA（国際航空運送協会）加盟
- 1999年
  - 10月 - JATAボンド保証会員に加入。
  - 11月 - JR旅客鉄道会社6社とJR券（全券種）委託販売開始。
- 2000年9月 - 愛媛県松山市にティーシーシーツアーズ（旅行業代理業）開設。
- 2003年11月 - 会員制旅行『たび仲間を作る会』発売開始。
- 2004年3月 - ユー・エス・ジェイと入場券の販売委託業務契約を締結、入園予約券自社発行開始。
- 2005年1月 - ヒッツコーポレーション旅行事業の営業権取得・継承。
- 2006年4月 - オリエンタルランドの指定代理店契約締結、入園予約券自社発行開始。
- 2010年
  - 3月 - フジグラン松山別棟2Fに本社移転。
  - 5月 - 旅行商品を集めたWEBサイト「四国の旅」を開設し、四国各地発の現地ツアーのインターネット販売を開始[1]。
- 2016年2月 - 2005年から2010年の間に約16億円の不適切な会計処理が行われていたと発表[2]。
- 2017年12月 - JTBと資本提携。トムズ松山店をJTBブランドタイアップ店としてリニューアル[3]。
- 2018年9月 - エミフルMASAKI営業所、トムズ宇部営業所をJTBブランドタイアップ店としてリニューアル。
- 2021年
  - 2月 - 中四国にある店舗の4割にあたる10店舗を閉店[4]。
  - 4月 - トムズ緑井営業所、トムズ三原営業所をJTBブランドタイアップ店としてリニューアル。
- 2025年3月 - マックスバリュ西日本との合併に伴い当社と同じグループ会社となっていたマルナカツーリストを吸収合併[5]。同社が展開していたJTB総合提携店3店舗（高松支店・宇多津支店・徳島支店）の運営を引き継ぐ。

## 店舗
2025年3月時点で、愛媛県と広島県の「フジグラン」・「エミフルMISAKI」内に10店舗（JTBアライアンスパートナー店舗）、徳島県と香川県のマルナカ/マルナカパワーシティ/マルナカスーパーセンター内に3店舗（JTB総合提携店）の計13店舗を展開している。
愛媛県･広島県以外の店舗は2021年に閉鎖し2県に集中して展開していたが、2025年3月にマルナカツーリストを吸収合併し、同社の拠点を引き継いだことで、徳島県と香川県に再進出した。これらの店舗は合併後も「マルナカツーリスト」を当社の屋号として引き継ぎ運営している。

### 閉鎖店舗
- 2020年2月29日 - トムズヒロシマナタリー営業所、トムズ高陽営業所、トムズ大洲営業所
- 2021年
  - 2月22日 - 本社カウンター、EC団体旅行高松営業所
  - 2月23日 - トムズ尾道営業所、トムズ山口営業所、トムズ宇部店、トムズ北島営業所、トムズ丸亀営業所、トムズ今治営業所、トムズ新居浜営業所、トムズ高知営業所、EC団体旅行高知営業所
- 2024年
  - 1月31日 - 四国中央営業所